# Ecce homo
För andra betydelser, se Ecce homo (olika betydelser).

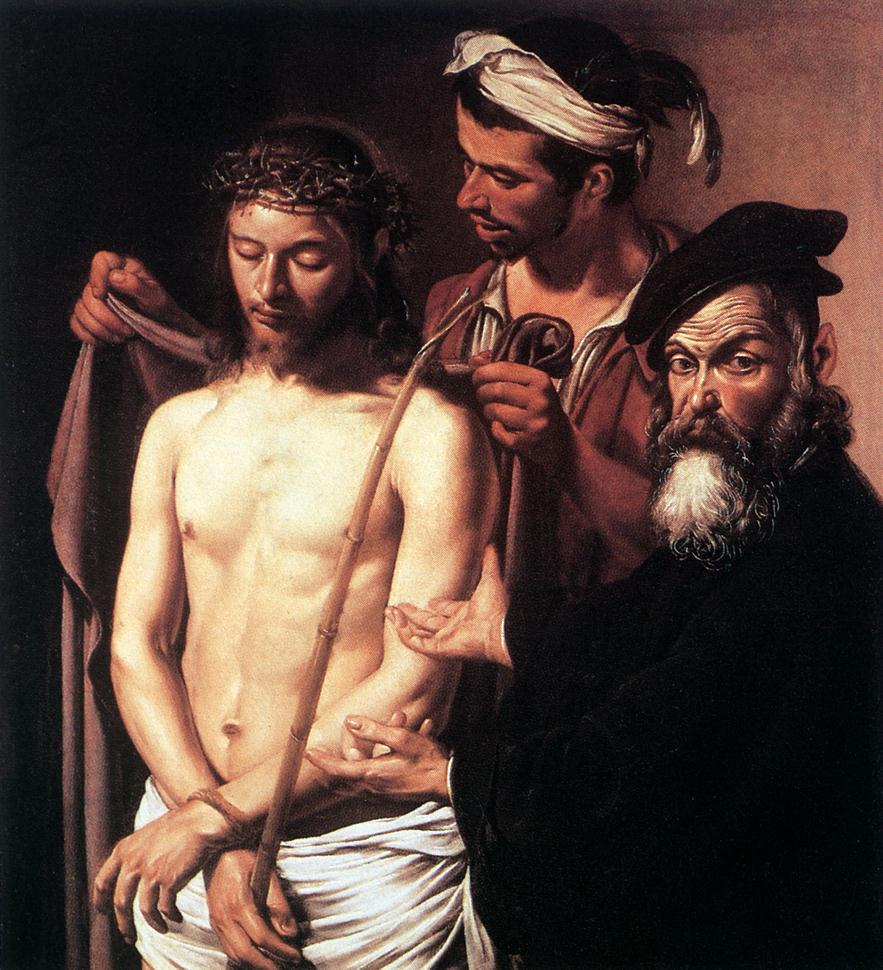
Ecce Homo, målning av Caravaggio (1605).

Ecce homo (latin för "se människan", "se mannen") uttalades av Pontius Pilatus då han visade fram Jesus för folket enligt Johannesevangeliet 19:5. Inom konsten började bilder med detta motiv framställas under senmedeltiden och nådde en höjdpunkt under renässansen. Motivet var vanligen en ensam Kristus (smärtomannen) i halvfigur eller bröstbild med en törnekrona, bloddrypande och purpurklädd, ibland med två krigsknektar.